# Міддлсецький шпиталь
Міддлсецький шпиталь (англ. Middlesex Hospital) — клінічна лікарня, що знаходилась у Лондоні, Англія. Відкритий у 1745 році хірургом Чарльзом Беллом, науковцем Медичної школи Единбурзького університету у 1745 році.

## Історія

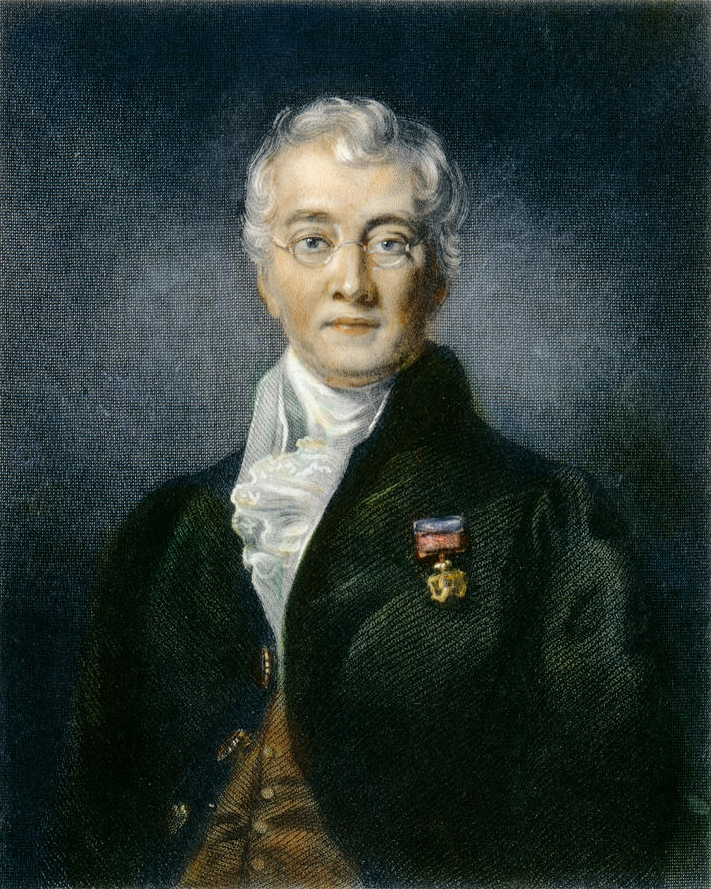
Чарльз Белл

Лікарню було відкрито у 1745 році на вулиці Віндміл-стріт, у Сохо, Лондон, сером Чарльзом Беллом. Шпиталь був названий на честь графства Міддлсекс. Спочатку було усього 18 лікарняних ліжок. 1747 року лікарня стала першою в Англії, де було створено пологове відділення.
29 травня 1935 року Міддлсецький шпиталь було відремонтовано, на пожертви меценатів у більш ніж 1 млн. фунтів.
У квітні 1987 року у шпиталі було відкрито перше у Великій Британії відділення для хворих на СНІД.
Міддлсецький шпиталь було закрито у грудні 2005 року. Головна будівля лікарні на Мортімер-стріт була продана «Abbey Ltd» за 180 млн. фунтів, та була зруйнована навесні 2008 року.

## Особи пов'язані із шпиталем
- Флоренс Найтінґейл
- Браян Артур Селлік